# Arena Carioca 1
A Arena Carioca 1 é uma estrutura permanente no Parque Olímpico da Barra que sediou os eventos do basquetebol nos Jogos Olímpicos de Verão de 2016, do basquetebol em cadeira de rodas e Rugby em cadeira de rodas nos Jogos Paralímpicos de Verão de 2016 realizados na cidade do Rio de Janeiro.
Faz parte do Centro de Treinamento Olímpico que é considerado o maior legado para o país após a realização dos jogos, sendo o local onde são treinados atletas em 12 modalidades diferentes. Sua capacidade é de 16 mil espectadores, destes apenas 5000 serão permanentes. O complexo de três arenas (Carioca 1, Carioca 2 e Carioca 3), IBC, MPC, Hotel e a estrutura do Parque Olímpico tiveram custo final estimado em R$ 1,678 bilhão incluída parte da iniciativa pública e privada, sendo executada Prefeitura e ente privado.
Foram agendados como "eventos-teste" o Aquece Rio Torneio Internacional de Basquetebol Feminino entre 15 a 17 de janeiro de 2016 e o Aquece Rio Campeonato Internacional de Rugby em cadeira de rodas entre 29 e 31 de janeiro de 2016.

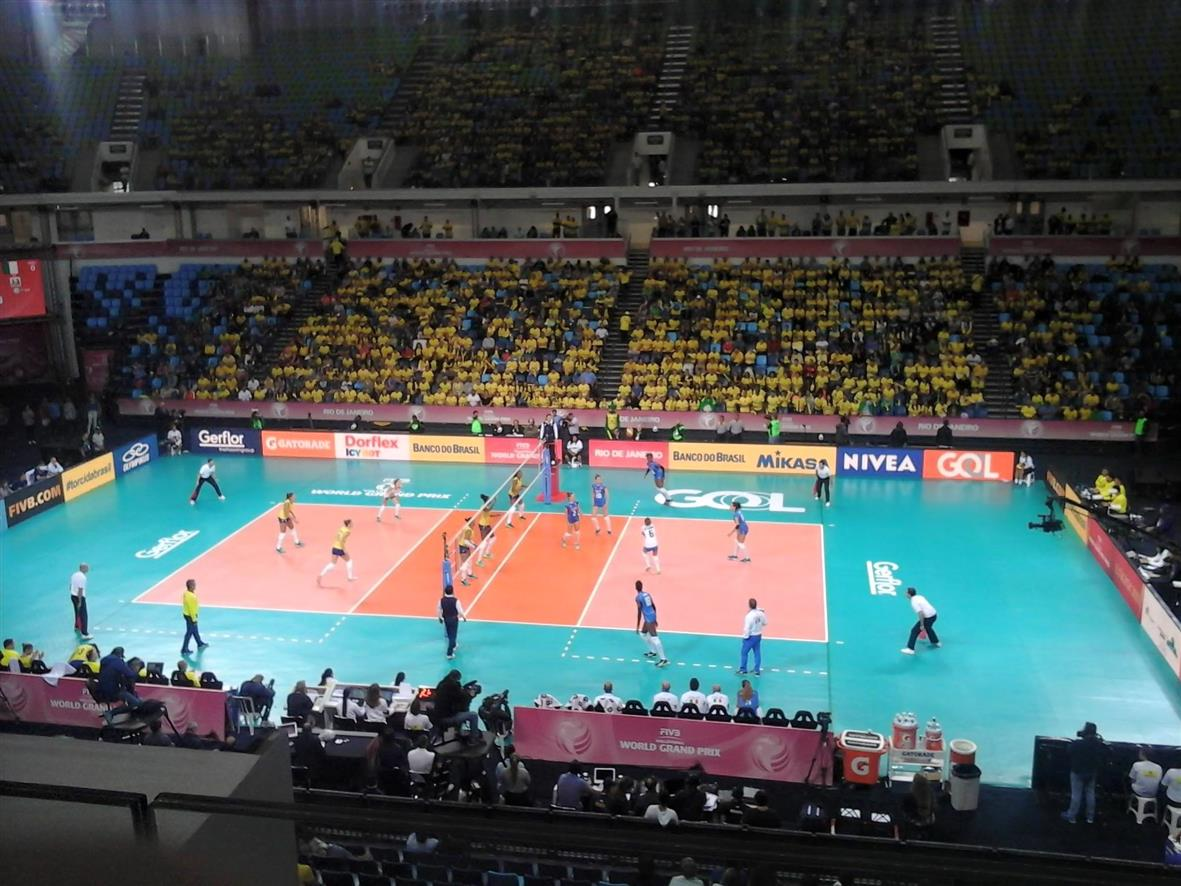
Arena Carioca 1 durante o jogo entre Brasil e Itália, pelo Grand Prix de Voleibol de 2016